# Sporting Praia Cruz
O Sporting Clube Praia Cruz, ou apenas Praia Cruz, é um clube multiesportes da cidade de São Tomé, capital de São Tomé e Príncipe. É a filial nº 82 do Sporting Clube de Portugal.
O clube foi o vencedor do campeonato regional de Ilha de São Tomé em 9 temporadas, sendo que em 8 delas conquistou também o campeonato nacional. Em 6 ocasiões, levou também a taça nacional, conquistando a tríplice coroa.
O time possui um clube irmão, homônimo, na Ilha de Príncipe chamado Sporting Clube do Príncipe. Seu maior rival é a equipa do Vitória do Riboque, também da capital santomense.

## Uniformes antigos
As cores do equipamento principal são o verde e janela.
| Uniforme titluo em 2012 e 2014 |

## Títulos

### Títulos de nacional
- Campeonato de São Tomé e Príncipe: 8
  - 1982, 1985, 1994, 1999, 2007, 2013, 2015, 2016
- Taça Nacional de São Tomé e Príncipe: 6
  - 1982, 1993, 1994, 1998, 2000, 2015
- Super-Taça Nacional de São Tomé e Príncipe: 2

1999, 2000
- Taça Solidário de São Tomé e Príncipe: 1

1999

### Títulos insular
- Liga Insular de São Tomé: 9
  - 1982, 1985, 1994, 1999, 2007, 2012, 2013, 2015, 2016

## Futebol

### Palmarés
| Escalão | Nº Presenças | Títulos | Melhor Classificação |
| Afr.    | 1            | 0       | preliminário         |
| I       | -            | 7       | Campeão              |
| II      | 35           | 8       | Campeão              |

### Jogo africano
| Ano  | Competição                          | Rodado       | Clube        | Casa | Visitador |
| ---- | ----------------------------------- | ------------ | ------------ | ---- | --------- |
| 2014 | Liga dos Campeões da África de 2014 | Preliminário | Stade Malien | 3-2  | 5-0       |
| 2016 | Liga dos Campeões da África de 2016 | Preliminário | Warri Wolves | w.o. | w.o.      |

### Classificações regionais

#### Regionais
| Temporada | Div | Pos | Pts    | J  | V  | E | D | G.M. | G.S. | Diff. |
| 2011      | 2   | 2   | 40 pts | 21 | 12 | 4 | 5 | 41   | 23   | +18   |
| 2012      | 2   | 1   | 48 pts | 18 | 16 | 0 | 2 | 40   | 12   | +28   |
| 2013      | 2   | 1   | -      | 18 | -  | - | - | -    | -    | -     |
| 2014      | 2   | 2   | -      | 18 | -  | - | - | -    | -    | -     |
| 2015      | 2   | 1   | -      | 18 | -  | - | - | -    | -    | -     |

## Jogadores
- Veloso Staydner

## Estatísticas
- Melhor posição: Fase continental
- Apresentatas em supertaças: 5
- Apresentatas na campeonatos regionais: 5